# Serreslous-et-Arribans
Serreslous-et-Arribans là một xã, thuộc tỉnh Landes trong vùng Nouvelle-Aquitaine. Xã này có diện tích 5,46 km², dân số năm 2006 là 205 người. Xã này nằm ở khu vực có độ cao từ 62-132 mét trên mực nước biển.

## Biến động dân số
| Năm | 1962 | 1968 | 1975 | 1982 | 1990 | 1999 | 2006 |
| --- | ---- | ---- | ---- | ---- | ---- | ---- | ---- |
| Dân số | 143  | 166  | 146  | 150  | 169  | 182  | 205  |
| From the year 1962 on: No double counting—residents of multiple communes (e.g. students and military personnel) are counted only once. |      |      |      |      |      |      |      |